# Fjärdlång
Fjärdlång est une île de l'archipel de Stockholm  en Suède,,.

## Présentation
Fjärdlång est située à l'est des îles Dalarö et Ornö.
L'île et la réserve naturelle environnante du Fjärdlång sont situées dans la paroisse d'Ornö, dans la commune de Haninge.

## Histoire

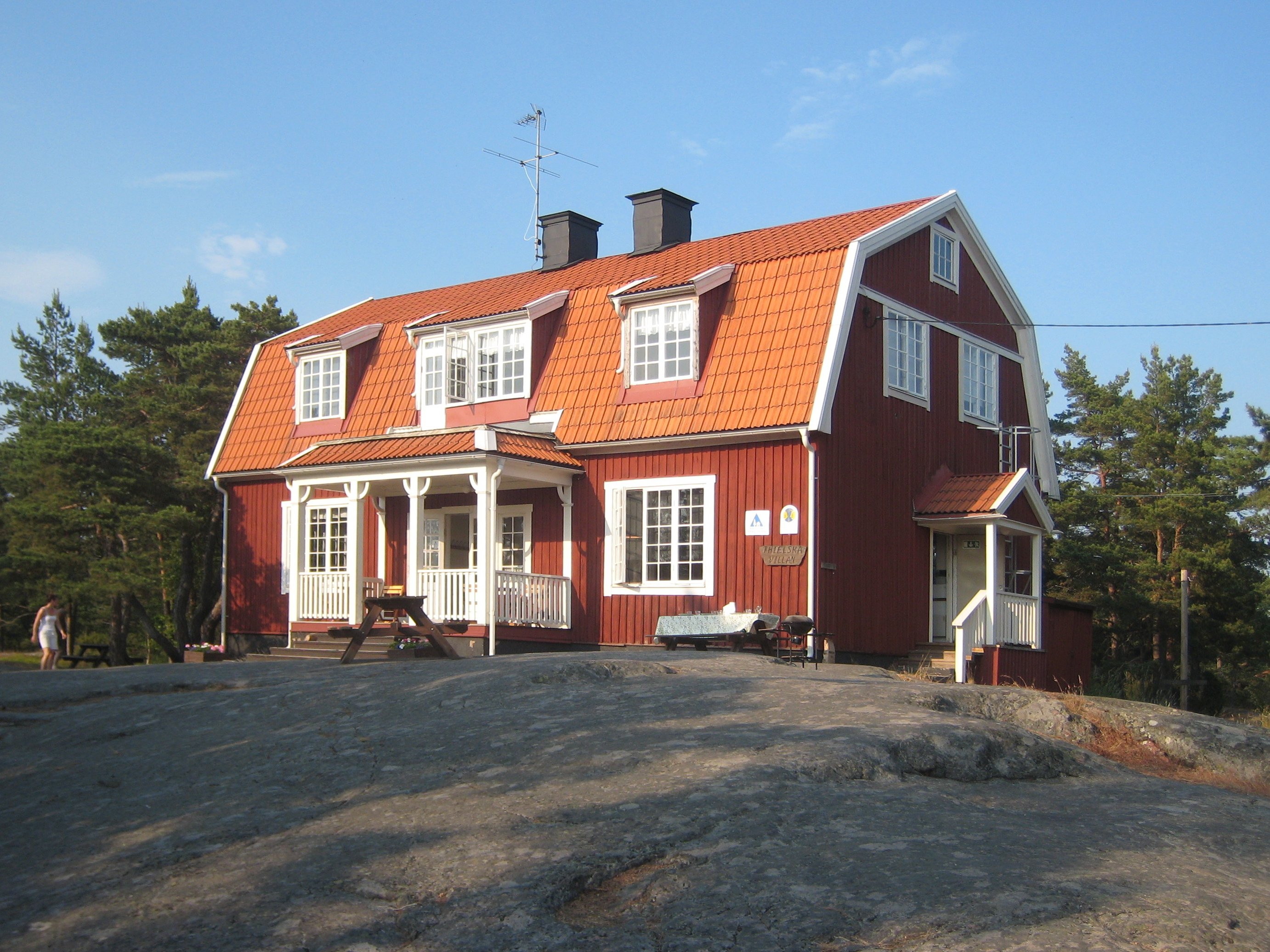
Villa d'Ernest Thiel qui est maintenant une auberge.

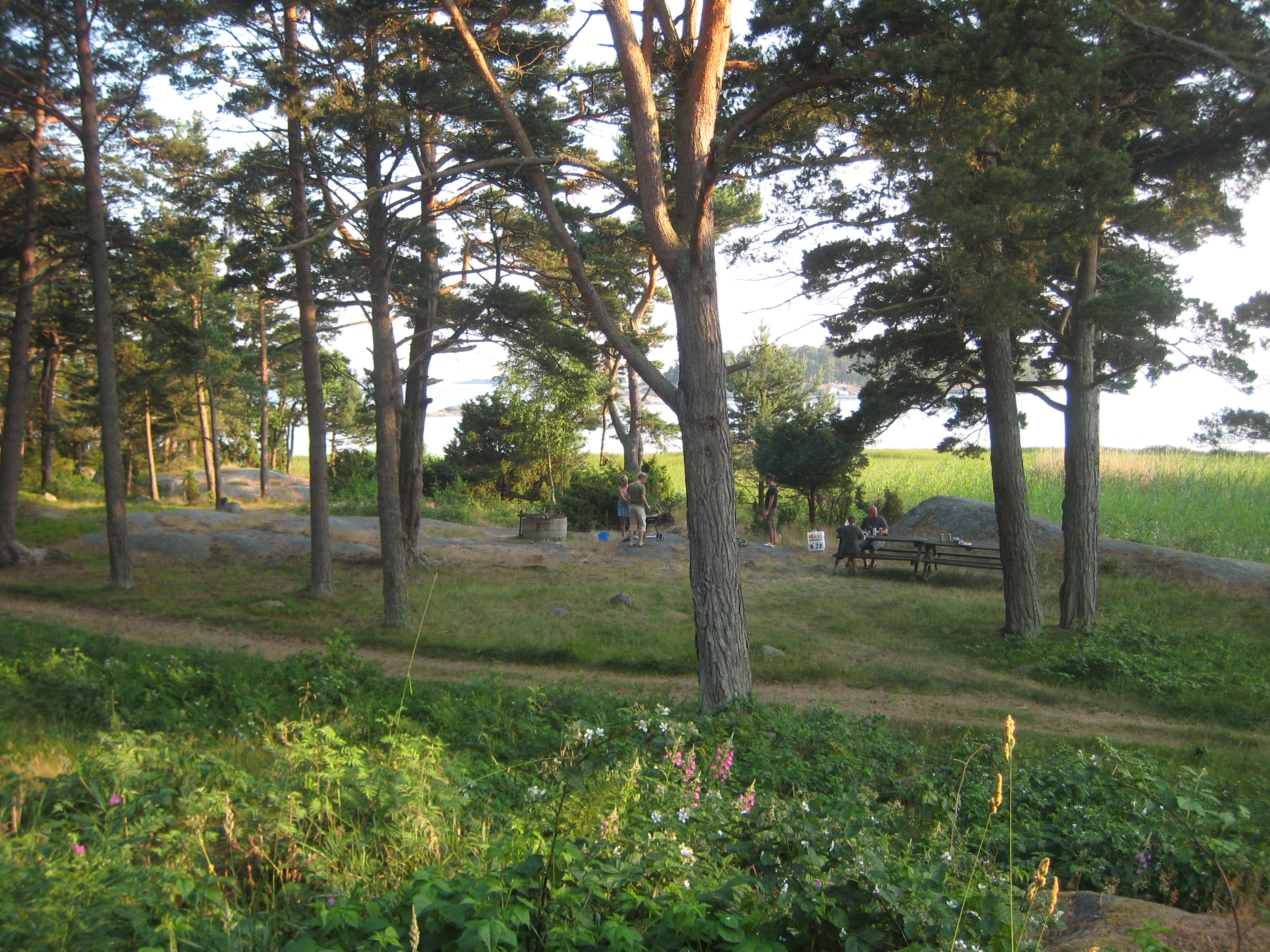
Vue depuis Långstugan sur le sud-est de Fjärdlång.

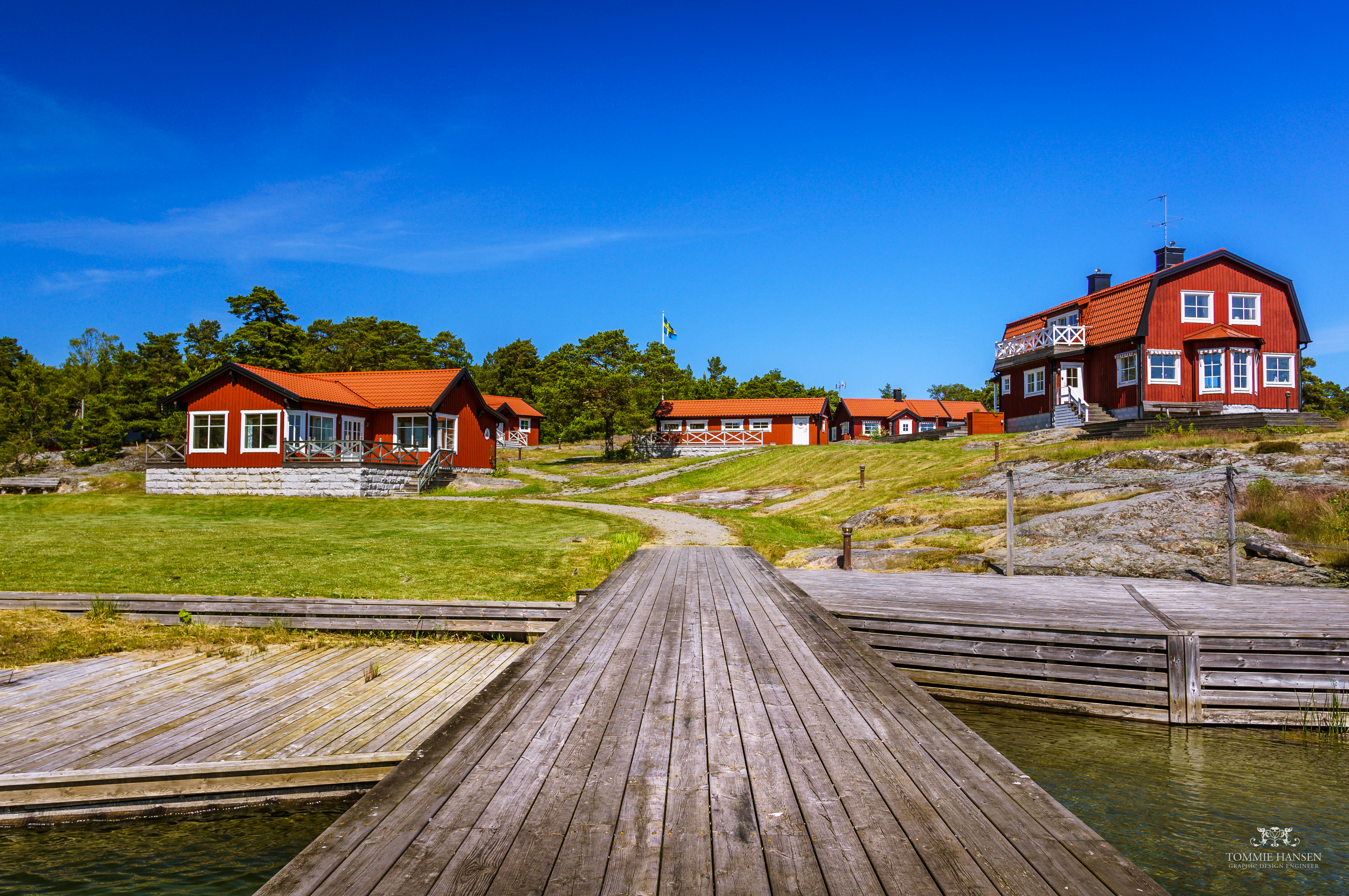
Maisons de Fjärdlång.

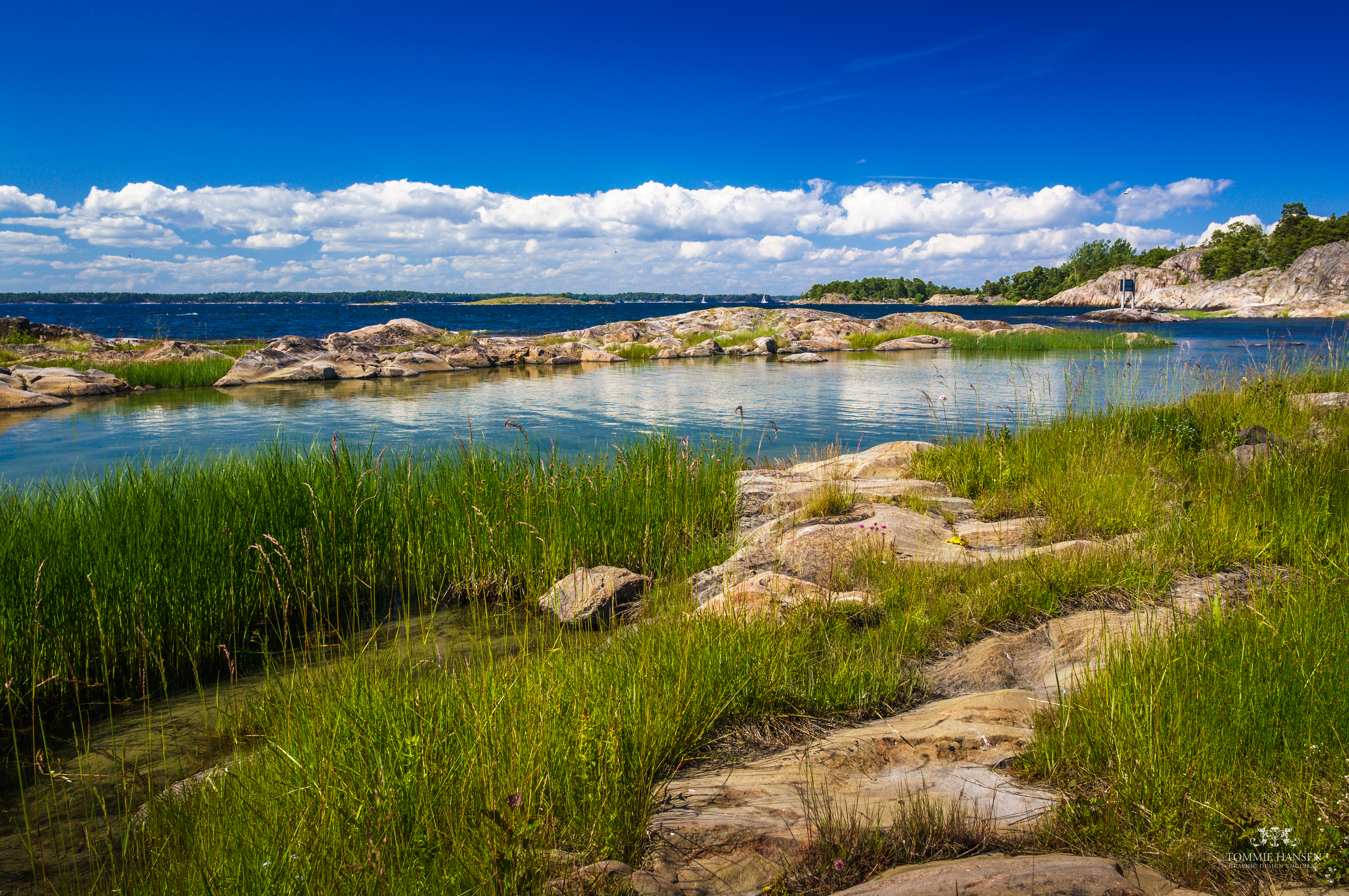
Côte.

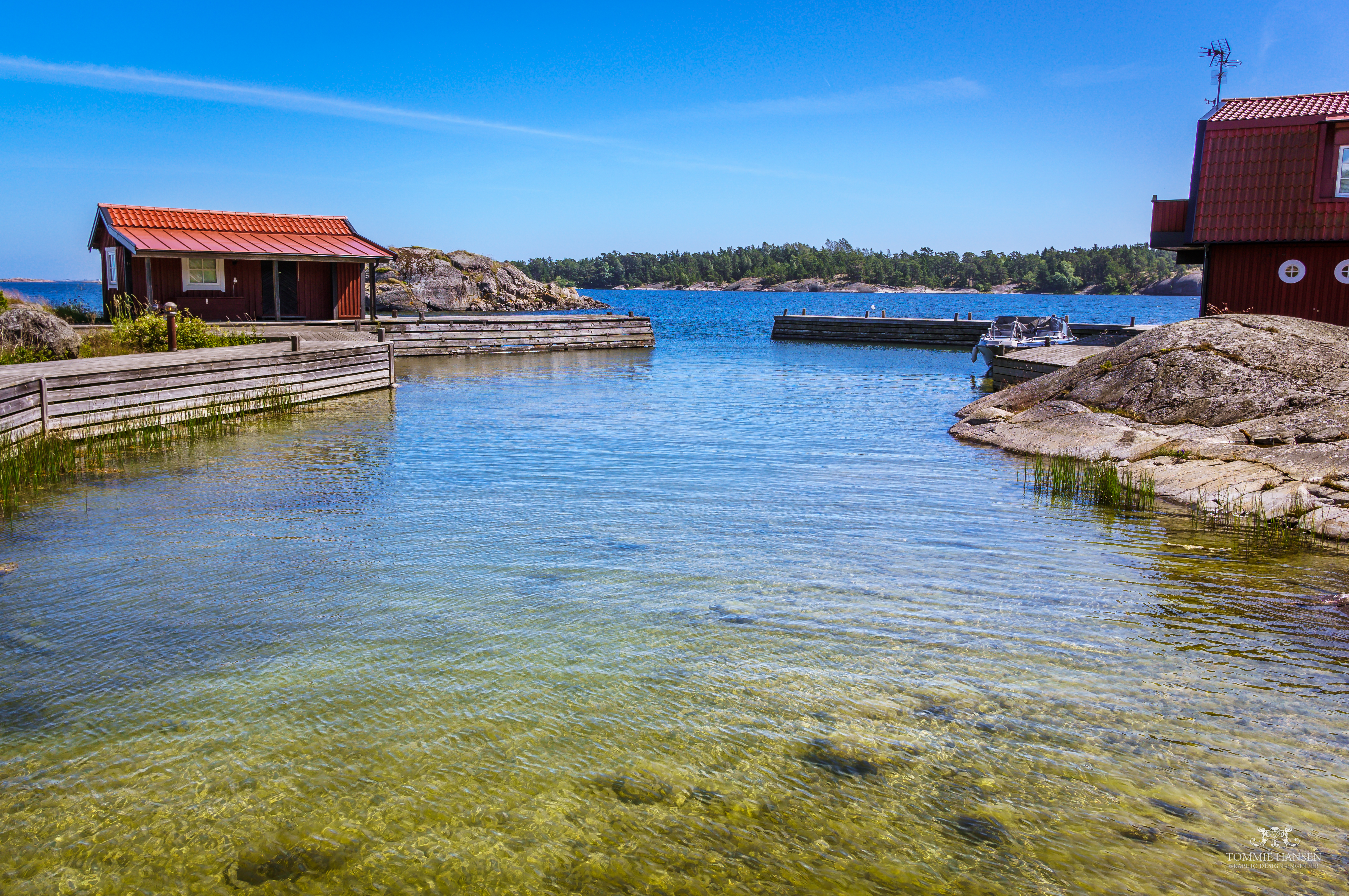
Chalets au bord de mer.

La trace écrite la plus ancienne (vppå Fiederlång) date de 1442, époque à laquelle il y avait deux fermes sur l'île.
Erengisle Nilsson en fit cadeau à sa femme Brita Tott.
Puis les fermes ont été vendues à Sten Sture le Jeune et sont ensuite devenues la possession de Gustave Ier Vasa par héritage.
À partir de 1533, les fermes ont appartenu à Gudmund Persson Slatte du château de Tyresö.
Une carte de 1711 montre que les fermes étaient alors situées près de Sandviken, juste au sud de la villa de Tage Thiel.
Lors des pillages russes de juillet 1719, Fjärdlång fut incendiée.
La majeure partie de la flotte russe se dirigea vers le sud, à l'extérieur d'Ornö, pour éviter la forteresse de Dalarö (sv).
Fjärdlång a donc été très durement touchée par des maisons incendiées, des animaux domestiques massacrés, des cultures et des forêts incendiées, des bateaux, des hangars et du matériel de pêche détruits.
La population a survécu en s'enfuyant d'urgence par la mer.
L'île fut libérée vers 1802, ainsi que plusieurs autres îles de l'archipel, par Carl Peter Blom, un skipper simple enrichi pendant les guerres napoléoniennes.
À partir de 1909, Fjärdlång a appartenu au directeur de banque et magnat de l'art Ernest Thiel. Il s'était rendu à Fjärdlång en 1906 avec Carl Cederström et s'était ensuite intéressé à l'achat de l'île. Cependant, le propriétaire de l'époque, le fermier des îlots Löfström, n'avait pas voulu vendre.
Après que Victor Wallenberg ait offert 50 000 SEK en espèces pour l'île, il a choisi de vendre, et Ernest Thiel lui a ensuite échangé l'île en 1909.
Cependant, Signe, la femme de Thiel, n'était pas du tout intéressée par la vie dans l'archipel de Stockholm et ce n'est qu'en 1917, deux ans après sa mort, qu'il a fait construire la « villa Thiel », conçue par Ernst Stenhammar.
Ernest Thiel n'aimait pas les voyages en mer et louait souvent un remorqueur pour sortir quand il y avait du vent. Cependant, il aimait l'environnement de Fjärdlån et la chasse aux oiseaux.
En 1930, le fils Tage Thiel fait construire ce qu'il appelle un « village » sur l'île où il s'installe.
Sa maison était une copie plus petite de celle de son père.
Il a été enregistré sur l'île pendant de longues périodes. Pendant les années de guerre dans les années 1940, Tage Thiel a rassemblé sur l'île des artistes et des personnalités culturelles, entre autres les poètes Lille Bror Söderlund et Nils Ferlin, l'artiste Roland Svensson, le réalisateur Alf Sjöberg ainsi que le professeur et compositeur Filip Olsson.
Ernst Thiel a finalement perdu la majeure partie de sa fortune et la tentative de son fils d'être exploitant agricole sur l'île n'a pas non plus été rentable.
Tage Thiel a donc été contraint de vendre d'abord Rumpudden sur la partie nord de l'île, puis également le reste de l'île, qui est alors devenue la propriété de l'État et de la commune de Haninge. Cependant, Tage Tiel a été autorisé à rester sur l'île jusqu'à sa mort en 1990. L'ancienne ferme de Fjärdlång a été détruite en 1999 par un incendie.
Une auberge est installée dans la villa Thielska, et il y a également des chalets pour la nuit.

## Réserve naturelle de Fjärdlång
La réserve naturelle de Fjärdlång couvre une grande zone de l'archipel avec les grandes îles de Fjärdlång, Ängsön-Marskär, Långholmen-Bockholmen et un certain nombre d'îles et d'îlots plus petits.

## Accès
La compagnie Waxholmsbolaget organise des traversées vers Fjärdlång.
L'île est sur le Sentier de l'archipel de Stockholm.